# Song Mai (xã)
Song Mai là một xã thuộc huyện Kim Động, tỉnh Hưng Yên, Việt Nam.

## Địa lý
Xã Song Mai nằm ở phía tây huyện Kim Động, có vị trí địa lý:
- Phía đông giáp thị trấn Lương Bằng
- Phía tây giáp xã Đồng Thanh và xã Hùng An
- Phía nam giáp xã Ngọc Thanh
- Phía bắc tiếp giáp xã Chính Nghĩa và xã Phạm Ngũ Lão

Xã Song Mai có diện tích 7,37 km², dân số năm 2019 là 6.637 người, mật độ dân số đạt 901 người/km².

## Hành chính
Xã Song Mai được chia thành 6 thôn: Phán Thủy, Mai Xá, Thanh Xuân, Mai Viên, Hoàng Độc, Miêu Nha.

## Giao thông
Có tuyến đường 205 và 208 chạy qua.